# Psychoda terlinoculata
Psychoda terlinoculata és una espècie d'insecte dípter pertanyent a la família dels psicòdids.

## Descripció
- La placa subgenital de la femella és quadrada amb el costats paral·lels.
- El mascle no ha estat encara descrit.[2]

## Distribució geogràfica
Es troba a les illes Filipines: el llac Balinsasayao a l'illa de Negros.